# محولات العزل الجافة
محولات العزل الجافة المستخدمة في مجال الاتصالات ( التليفونات / الهواتف ) , هي نوع معين من المحولات التي تعمل على مطابقة المعاوقة .

وتستخدم أيضا في ربط خط التليفون الأرضي بمعدات الحماية المسئولة عن الوقاية من التغيرات المفاجئة في موجة الجهد .
يحتوي المحول على معاوقة إدخال مناسبة للهواتف وهي تقريبا 6000 اوم .
وقد يمر أو لا يمر تيار مباشر في الملفات الابتدائية للمحول .
ويتكون عادة من قلب مغناطيسي مشقوق , ولا يستخدم هذا القلب في المحولات العادية .